# Vladimir Kirillovitch de Russie
Vladimir Kirillovitch Romanov (en russe : Влади́мир Кири́ллович Рома́нов), né le 30 août 1917 à Porvoo (grand-duché de Finlande) et mort le 21 avril 1992 à Miami (Floride), est un grand-duc de Russie, descendant du tsar Alexandre II. Il est tsarévitch de 1924 à 1938, puis chef de la maison impériale de Russie jusqu'en 1992.

## Enfance
Vladimir Kirillovitch Romanov naquit à Porvoo en Finlande. Il est le fils de Cyrille Vladimirovitch de Russie et de Victoria-Mélita de Saxe-Cobourg-Gotha. Après la révolution russe (1917), ses parents quittèrent la Russie, ils s'installèrent en Finlande, puis à Cobourg en Allemagne. Finalement, le couple s'installa en France à Saint-Briac (en Bretagne).
En 1924, son père se proclama empereur, il accorda à son unique fils, Vladimir Kirillovitch, les titres de tsarévitch, grand-duc de Russie avec prédicat d'altesse impériale.

## Chef de la maison Romanov
Dans les années 1930, Vladimir Kirillovitch Romanov vit en Angleterre et travaille dans une usine de fabrication d'automobiles. En 1938, au décès de son père, il devient le chef de la maison impériale de Russie.
Pendant la Seconde Guerre mondiale, Vladimir Kirillovitch Romanov vécut à Saint-Briac. Il entretient pendant la guerre des relations ambiguës avec l'occupant. En 1944, dans la crainte d'une invasion de la côte bretonne par les Alliés, l'armée allemande déplaça la famille du grand-duc à l'intérieur de la France. Les autorités allemandes vinrent chercher Vladimir Kirillovitch de Russie et sa famille à Paris avec l'ordre de les conduire à Vittel. Aux yeux des Allemands, Vittel s'avéra une ville encore trop dangereuse pour la famille Romanov : le grand-duc fut conduit avec sa famille en Allemagne. Vladimir Kirillovitch de Russie vécut dans un château appartenant à son beau-frère le prince Charles de Leiningen (1898-1946), époux de sa sœur aînée Maria Kyrillovna de Russie, ce château est situé à Amorbach en Bavière. En 1945, après la défaite de l'Allemagne, Vladimir Kirillovitch de Russie craignait une éventuelle capture par l'armée soviétique; le grand-duc s'installa en Autriche à la frontière du Liechtenstein. La Suisse et le Liechtenstein refusèrent de lui délivrer un visa de sortie. Il préféra s'établir dans la zone occupée par l'armée américaine.
La tante maternelle de Vladimir Kirillovitch Romanov, l'infante Béatrice d'Édimbourg et de Saxe-Cobourg et Gotha obtint pour le grand-duc un visa espagnol. Il vécut à Sanlúcar de Barrameda en Andalousie. La guerre terminée, le grand-duc résida à Madrid mais fit de fréquents séjours à Saint-Briac-sur-Mer et à Paris. Le 12 août 1948 le mariage civil fut célébré à Lausanne puis dès le lendemain 13 août le religieux dans l'église orthodoxe de Saint Gérasime à Lausanne où Vladimir Kirillovitch de Russie épouse Léonida Gueorguievna Bagration-Moukhranskaïa. La princesse avait une fille, Hélène-Louise, de son premier mariage avec Summer Moore Kirby. De cette nouvelle union naquit Maria Vladimirovna de Russie (1953-) ; en 1976, elle épousa François-Guillaume de Prusse (1943), fils de Charles-François de Prusse et de Henriette von Schonaich-Carolath et petit-fils de Joachim de Prusse, dont elle divorça en 1986.
À la chute de l'Union soviétique, Vladimir Kirillovitch de Russie fut le premier membre de la famille impériale à revenir dans sa patrie (1991). Lorsque le grand-duc Vladimir Kirillovitch mit le pied sur la terre de ses ancêtres, il fut ému aux larmes. Au moment de quitter la Russie, debout sur la passerelle de l'avion, regardant la basilique de la forteresse Saint-Pierre-Saint-Paul à Saint-Pétersbourg, le grand-duc dit à son épouse : « S'il m'arrive quelque chose tu m'enterres là ».

## Décès et inhumation
Vladimir Kirillovitch Romanov se rendait fréquemment aux États-Unis. Il décéda à Miami le 21 avril 1992 d'une crise cardiaque. Conformément à son vœu, il fut inhumé à la basilique de la forteresse Saint-Pierre-Saint-Paul à Saint-Pétersbourg. Trois ans plus tard, les restes de ses parents, inhumés alors à Cobourg, furent transférés près de lui. Il fut inhumé dans le faste et la splendeur en la cathédrale Saint-Pierre et Paul. La presse russe prit soin de spécifier dans ses journaux que les funérailles honorables « ont été considérées par les autorités civiles russes comme une obligation pour la famille plutôt qu'une étape vers la restauration de la monarchie en Russie ». Selon un porte-parole du gouvernement, ce fut une façon de « laver notre culpabilité ».